# TLC: Tables, Ladders and Chairs...and Stairs
TLC: Tables, Ladders, Chairs... and Stairs foi um evento em pay-per-view de wrestling profissional e evento da WWE Network produzido pela WWE, que ocorreu em 14 de dezembro de 2014, na Quicken Loans Arena, em Cleveland, Ohio. Foi o sexto evento da cronologia do TLC: Tables, Ladders & Chairs e o décimo segundo e último pay-per-view de 2014 no calendário da WWE, além de ser o primeiro a conter uma luta com degraus de metal.
Oito lutas foram disputadas no evento e uma luta ocorreu no pré-show. No evento principal, Bray Wyatt derrotou Dean Ambrose em uma luta Tables, Ladders, and Chairs. O pay-per-view também viu o retorno de Roman Reigns. O evento teve 39.000 compras (sem incluir os espectadores da WWE Network), que é a menor desde a introdução da WWE Network no início do ano, drasticamente abaixo das 181.000 compras do ano anterior.

## Produção

### Conceito
TLC: Tables, Ladders & Chairs é uma gimmick anual pay-per-view, geralmente produzido todo mês de dezembro pela WWE desde 2009. O conceito do show é baseado nas lutas primárias do card, cada uma contendo uma estipulação usando mesas, escadas e cadeiras como armas legais, com o evento principal geralmente sendo uma luta de mesas, escadas e cadeiras. O evento de 2014 foi o sexto evento sob a cronologia TLC, e foi anunciado como "TLC: Tables, Ladders, Chairs ... and Stairs" devido ao evento ter uma luta de Steel Stairs.

### Histórias
O card consistiu em nove lutas, incluindo uma no pré-show, que resultaram de enredos roteirizados, onde os lutadores retratavam vilões, heróis ou personagens menos distinguíveis em eventos roteirizados que criaram tensão e culminaram em uma luta ou série de lutas, com resultados pré-determinados pelos escritores da WWE, enquanto as histórias se desenvolveram nos programas de televisão da WWE, Raw e SmackDown.
No Survivor Series, Bray Wyatt derrotou Dean Ambrose por desqualificação quando Ambrose atingiu Wyatt com uma cadeira. Após a luta, Ambrose jogou Wyatt através de uma mesa, jogou cadeiras nele e subiu no topo de uma escada. Pouco depois, foi anunciado que Ambrose enfrentaria Wyatt em uma luta Tables, Ladders and Chairs no TLC.
No Survivor Series, Nikki Bella derrotou AJ Lee pelo WWE Divas Championship. Na edição de 8 de dezembro do Raw, foi anunciado que AJ invocaria sua cláusula de revanche para enfrentar Nikki pelo título no TLC.
Na edição de 24 de novembro do Raw, Daniel Bryan voltou como Gerente Geral convidado e colocou o ex-Diretor de Operações Kane no comando das concessões de alimentos. Ryback atacou Kane depois que Kane jogou um cachorro-quente em Ryback. Na edição de 28 de novembro do Smackdown, Kane atacou Ryback durante sua luta com Seth Rollins e atacou Ryback com uma cadeira após a luta. Mais tarde naquela noite, Bryan (que também era o Gerente Geral convidado naquela noite) anunciou que Ryback enfrentaria Kane em uma luta de cadeiras no TLC.
Na edição de 1º de dezembro do Raw, Seth Rollins tentou persuadir John Cena a trazer a Authority de volta ao poder, mas eles foram interrompidos pelo Gerente Geral anônimo Raw, que anunciou que Cena e Rollins se enfrentariam em uma luta de mesas no TLC e acrescentou que, se Cena perder, ele não será mais o desafiante #1 pelo WWE World Heavyweight Championship.
Na edição de 1º de dezembro do Raw, The Usos venceram uma luta turmoil de duplas para enfrentarem The Miz e Damien Mizdow pelo WWE Tag Team Championship no TLC.
No Survivor Series, Big Show traiu o Team Cena ao nocautear John Cena durante a luta, o que levou Seth Rollins a imobilizar e eliminar Cena. Na edição de 24 de novembro do Raw, o membro do Team Cena Erick Rowan confrontou Big Show e o atacou. Na edição de 1º de dezembro do Raw, Rowan derrotou Big Show por desqualificação após Big Show atacar Rowan com degraus de aço, mas mais tarde no show, Rowan nocauteou Big Show com degraus de aço com a ajuda de Cena, Dolph Ziggler, e Ryback. No episódio de 2 de dezembro do Main Event, foi anunciado que Rowan enfrentaria Big Show em uma luta de degraus de aço no TLC. Além disso, o PPV foi renomeado para "TLC: Tables, Ladders, Chairs...and Stairs" em reconhecimento à correspondência das escadas.
Na edição de 17 de novembro do Raw, Luke Harper derrotou Dolph Ziggler para vencer o Intercontinental Championship com a ajuda de Seth Rollins, Jamie Noble e Joey Mercury. Após o Survivor Series, Harper seria forçado a defender o título contra Ziggler nas edições de 28 de novembro e 5 de dezembro do Smackdown, mas Harper perderia por countout e desqualificação, respectivamente, para reter o título. Depois que Harper reteve o título pela segunda vez contra Ziggler, Harper tentou atacar Ziggler com uma escada, mas Ziggler respondeu e atacou Harper, alertando Santino Marella para anunciar uma luta de escadas entre os dois pelo título no TLC.
Na edição de 28 de novembro do SmackDown, The New Day (Big E, Kofi Kingston e Xavier Woods) fizeram sua estreia como grupo. Na edição de 1 de dezembro do Raw, Big E e Kingston eliminaram Gold e Stardust da luta turmoil de duplas, mas Gold e Stardust mais tarde distraíram The New Day e fizeram com que eles fossem eliminados da luta. Na edição de 8 de dezembro do Raw, foi anunciado que Big E e Kingston enfrentariam Gold e Stardust no pré-show do TLC.
Na edição de 1º de dezembro do Raw, Jack Swagger encontrou seu mentor, Zeb Colter, espancado em um corredor. O Campeão dos Estados Unidos Rusev admitiu ter atacado Colter, o que resultou no ataque de Swagger a Rusev. Na edição de 8 de dezembro do Raw, foi anunciado que Rusev defenderia o título contra Swagger no TLC.

## Evento
| Função:                   | Nome:                  |
| ------------------------- | ---------------------- |
| Comentaristas em inglês   | Michael Cole           |
| Comentaristas em inglês   | John Bradshaw Layfield |
| Comentaristas em inglês   | Jerry Lawler           |
| Comentaristas em espanhol | Carlos Cabrera         |
| Comentaristas em espanhol | Marcelo Rodriguez      |
| Entrevistador             | Byron Saxton           |
| Anunciadoras de ringue    | Lillian Garcia         |
| Anunciadoras de ringue    | Eden Stiles            |
| Árbitros                  | Mike Chioda            |
| Árbitros                  | Rod Zapata             |
| Árbitros                  | Rudy Charles           |
| Árbitros                  | Jason Ayers            |
| Árbitros                  | Ryan Tran              |
| Árbitros                  | Chad Patton            |
| Painel do pré-show        | Renee Young            |
| Painel do pré-show        | Booker T               |
| Painel do pré-show        | Alex Riley             |
| Painel do pré-show        | Paul Heyman            |

### Pré-show
No pré-show o The New Day derrotou Gold e Stardust em uma luta de duplas.

### Lutas preliminares
O pay-per-view começou com Luke Harper defendendo o Intercontinental Championship contra Dolph Ziggler em uma luta de escadas. Durante a luta, Harper executou um Catapult Hangman em uma escada em Ziggler, fazendo com que Ziggler sangrasse. Harper puxou Ziggler de uma escada, mas Ziggler executou um DDT em Harper. Ziggler atacou Harper com uma escada, fazendo com que Harper caísse em uma escada entre o apron do rinbue e uma mesa de transmissão. No final, Harper escalou uma escada, mas Ziggler realizou um Superkick em Harper, fazendo com que Harper caísse da escada. Ziggler recuperou o cinturão para conquistar o título.
Em seguida, The Miz e Damien Mizdow defenderam o WWE Tag Team Championship contra The Usos. A luta terminou quando The Miz acertou Jimmy com um Slammy Award, resultando na vitória dos Usos devido à desqualificação.
Depois disso, Erick Rowan enfrentou Big Show em uma luta de degraus de aço. O fim veio quando Big Show realizou um Chokeslam nas escadas de aço em Rowan, seguido por um KO Punch. Big Show usou as Escadas de Aço para imobilizar Rowan para a vitória.
Na quarta luta, John Cena enfrentou Seth Rollins em uma luta de mesas. Durante a luta, Jamie Noble e Joey Mercury interferiram repetidamente na luta. Cena atacou Rollins, Noble e Mercury com uma barreira de metal, realizando um Suplex na barreira de metal em Noble. Rollins e Mercury correram em direção a Cena com uma mesa, mas Cena se moveu, fazendo com que a mesa quebrasse contra o poste do ringue, e executou um Attitude Adjustment em Mercury na área do cronometrista. Enquanto Cena lutava com Rollins, o árbitro foi derrubado. Cena realizou um Super Attitude Adjustment através de uma mesa em Rollins, mas como o árbitro caiu, Noble e Mercury conseguiram remover a mesa quebrada. Cena atacou Noble e Mercury com um duplo Attitude Adjustment através de uma mesa. Depois que Rollins e Cena caíram nas mesas, a luta foi reiniciada. Cena realizou um Attitude Adjustment em uma mesa de transmissão em Rollins, mas a mesa não quebrou. Big Show desceu ao ringue, atacando Cena até Roman Reigns fazer seu retorno e descer ao ringue, atacando Big Show. Reigns executou uma Spear através de uma mesa em Big Show e um Superman Punch em Rollins. Cena realizou um Attitude Adjustment em Rollins através da mesa para vencer a luta.
Em seguida, Nikki Bella defendeu o WWE Divas Championship contra AJ Lee. No final, Nikki borrifou AJ com uma substância desconhecida enquanto Brie Bella distraiu o árbitro. Nikki executou um Rack Attack em AJ para reter o título.
Depois disso, Ryback enfrentou Kane em uma luta de cadeiras. A luta terminou quando Ryback executou Shell Shocked em Kane para a vitória.
Na penúltima luta, Rusev defendeu o United States Championship contra Jack Swagger. Rusev forçou Swagger a se submeter ao The Accolade para reter o título.

### Evento principal
No evento principal, Dean Ambrose enfrentou Bray Wyatt em uma luta Tables, Ladders and Chairs. No início da luta, Ambrose usou cadeiras e tacos de kendo para atacar Wyatt. Ambrose escalou a corda superior, mas Wyatt atacou Ambrose, fazendo-o cair em uma mesa. Wyatt atingiu Ambrose com um pedaço da mesa e imobilizou Ambrose para uma contagem de dois. Wyatt executou um running senton em Ambrose enquanto ele estava deitado em uma escada para uma contagem de dois. Ambrose executou um guillotine leg drop em uma cadeira em Wyatt para uma contagem de dois. Ambrose e Wyatt lutaram na rampa de entrada, onde Ambrose colocou Wyatt por meio de duas mesas em sucessão com dois diving elbow drops de uma escada. Wyatt executou um Sister Abigail em Ambrose para outa contagem de dois. Ambrose executou um Dirty Deeds em Wyatt que conseguiu o kick out. Ambrose colocou Wyatt em uma mesa de transmissão com um diving elbow drop de uma escada. No final, Ambrose pegou um monitor de TV, mas ele explodiu (provavelmente Ambrose se esqueceu de desligá-lo), cegando Ambrose. Wyatt se aproveitou disso e executou outro SIster Abigail em Ambrose para vencer a partida.

## Depois do evento
Na noite seguinte no Raw, o Gerente Geral convidado Chris Jericho fez uma revanche entre John Cena e Seth Rollins em uma luta Steel Cage. Perto do final da luta, Brock Lesnar voltou e atacou Cena, resultando em Rollins vencer a luta saindo da jaula. No SmackDown, Rollins revelou que ele orquestrou o ataque. Na edição seguinte do Raw, aconteceu mais uma revanche dos dois, com a vitória de Cena. No episódio do Raw de 29 de dezembro, apresentado por Edge e Christian, Rollins ameaçou o pescoço de Edge (que estava em alto risco de fratura que poderia levar a uma potencial paralisia) a menos que Cena cedesse e trouxesse a Authority de volta, o que Cena fez para proteger Edge. Big Show e Rollins atacaram Cena, após o que a Authority saiu para comemorar. Ainda no dia 29 de dezembro, Daniel Bryan voltou a falar sobre seu futuro na WWE. Embora ele brincasse com a ideia de que sua carreira poderia ter acabado, ele anunciou que estava clinicamente liberado para competir novamente, e declarou que participaria do Royal Rumble.
No Raw de 5 de janeiro, a Authority agendou uma luta de 2 quedas pelo Intercontinental Championship, que viu Ziggler perder o título para Bad News Barrett. Além disso, Erick Rowan perdeu sua luta contra Luke Harper e Ryback foi derrotado por Rollins e Kane em uma luta handicap. No final do episódio, Ziggler, Ryback e Rowan foram despedidos devido ao seu envolvimento no Team Cena no Survivor Series. Na edição de 19 de janeiro do Raw, John Cena, com a ajuda de Sting, derrotou Big Show, Kane e Seth Rollins para conseguir os empregos de Ziggler, Ryback e Rowan de volta.

## Resultados
| Nº                                          | Resultados                                                                        | Estipulações                                                                                       | Tempo |
| ------------------------------------------- | --------------------------------------------------------------------------------- | -------------------------------------------------------------------------------------------------- | ----- |
| Pré- show                                   | The New Day (Big E e Kofi Kingston) (com Xavier Woods) derrotaram Gold e Stardust | Luta de duplas                                                                                     | 11:40 |
| 1                                           | Dolph Ziggler derrotou Luke Harper (c)                                            | Luta de escadas pelo WWE Intercontinental Championship                                             | 16:40 |
| 2                                           | The Usos (Jey e Jimmy) derrotaram The Miz e Damien Mizdow (c) por desqualificação | Luta de duplas pelo WWE Tag Team Championship                                                      | 7:17  |
| 3                                           | Big Show derrotou Erick Rowan                                                     | Luta de degraus de aço                                                                             | 11:14 |
| 4                                           | John Cena derrotou Seth Rollins (com Jamie Noble e Joey Mercury)                  | Luta de mesas Se Cena perdesse, ele perderia o status de #1 ao WWE World Heavyweight Championship. | 23:35 |
| 5                                           | Nikki Bella (com Brie Bella) (c) derrotou AJ Lee                                  | Luta individual pelo WWE Divas Championship                                                        | 7:38  |
| 6                                           | Ryback derrotou Kane                                                              | Luta de cadeiras                                                                                   | 9:50  |
| 7                                           | Rusev (com Lana) (c) derrotou Jack Swagger por submissão                          | Luta individual pelo WWE United States Championship                                                | 4:50  |
| 8                                           | Bray Wyatt derrotou Dean Ambrose                                                  | Luta Tables, Ladders, and Chairs                                                                   | 26:58 |
| (c) – Refere-se aos campeões antes da luta. |                                                                                   | |       |